# 黃國書 (1905年)
黃國書（1905年8月8日—1987年12月8日），本姓葉，名焱生，生於日治臺灣新竹廳北埔，客家人，中華民國軍政人物，中華民國陸軍中將，曾任第一屆立法委員、第五任立法院院長，為立法院第一位台籍院長。

## 生平

### 早年經歷
原名葉焱生，臺灣新竹北埔客家人，曾就讀台灣總督府台北師範學校及淡水中學校，在學時和日本警察發生衝突，於1920年潛赴中國大陸，16歲以僑生身分在上海暨南大學攻讀政治經濟學。後決定習武報仇，以「炎黃子孫」的「黃」為姓，改名國書。後透過中國國民黨人保荐考日本陸軍士官學校第19期，由蔣中正支付其學費，後在該校以第一名畢業後進入日本砲兵專科學校:1-3。1934年奉派赴歐美考察軍事，進入德國砲兵學校及法國戰術學院深造。。

### 中年經歷
中國抗日戰爭時期，任獨立砲兵團團長，旅長、軍參謀長、副師長、師長、副軍長等職，晉升中華民國陸軍中將，與鄒洪上將為二戰期間國民革命軍中的兩大臺灣籍將領。
抗戰勝利後返臺，於1946年當選制憲國民大會台灣省代表，成為主席團中唯一的臺籍人士。二二八事變期間，黃國書反對警備總部派兵的計畫，3月4日以宣慰特派員身分前往臺中，5月，被要塞司令史文桂、彭孟緝、史宏熹、憲兵團長張慕陶、師管區司令劉仲荻聯名電報陰謀叛國，經查無事實證明不究。1948年，當選台灣省立法委員。1950年12月5日，在「立法院第6會期第16次會議」中當選立法院副院長。1961年2月24日當選立法院院長，為中華民國首位台籍五院院長，更是蔣中正政府時代官位最高的台籍人士。
1970年，受其擔任常務董事之國光人壽發生弊案（妻黃龍鳳鳴為董事長，子葉克倭擔任常務董事，均遭通緝），資本額為新台幣2,600萬元實際虧損約在7,700萬元，遭行政院長嚴家淦、財政部長俞國華、財政部次長杜均衡多次密令自行挽救，最終勒令停業，黃龍鳳鳴向監察院狀告財政部長李國鼎「違法失職，摧殘民營企業幼苗」，同年7月27日監察院第305次會議通過對財政部糾正案。財政部公佈「國光人壽保險公司停業處理準則」，飭令國光人壽在兩個月內處理其財產，獲得現金清償債務。國光人壽最終無法解決近8,000萬債務，終使財政部在1972年1月10日宣布解散國光人壽。
1972年2月22日，以「個人健康問題」向立法院提出辭呈。

### 逝世
辭去立法院長之後，仍繼續擔任立法委員。1987年過世，歸葬故里北埔鄉，墓位於今台3線84公里處。